# Línea Laberinto
Laberinto fue una línea de la editorial Planeta DeAgostini dedicada a la publicación de autores españoles en formato cuaderno de historietas a partir de 1996. Aunque algunas series tuvieron un éxito considerable, como Iberia Inc. y El baile del vampiro, Planeta cerró el sello en 1999.

## Títulos
| Título                     | Guionista          | Dibujante               | Números | Publicación       | Género           |
| -------------------------- | ------------------ | ----------------------- | ------- | ----------------- | ---------------- |
| Aníbal Gris                | Jesús Merino       | Jesús Merino            | 3       | 05/ a 08/1996     | Ciencia ficción  |
| Desafío                    | Roke González      | Carlos Olivares         | 2       | 05/ a 08/1996     |                  |
| Las Guerras del Purgatorio | Juan Carlos Cereza | Isaac Miguel del Rivero | 4       | 05/ a 08/1996     | Ciencia ficción  |
| Neck & Cold                | Cels Piñol         | Ángel Unzueta           | 3       | 05/ a 08/1996     | Ciencia ficción  |
| Oropel                     | Marcos Prior       | Artur Díaz              | 4       | 05/ a 08/1996     |                  |
| Iberia Inc.                | Rafael Marín       | Rafa Fonteriz           | 6       | 12/1996 a 05/1997 | Superhéroes      |
| El Baile del Vampiro       | Sergio Bleda       | Sergio Bleda            | 4       | 05/ a 08/1997     | Terror           |
| Yinn                       | Josep Maria Polls  | Ramón F. Bachs          | 4       | 05/ a 08/1997     |                  |
| El vuelo de Skuhm          | Germán García      | Núria Peris             | 1       | 10/1997           |                  |
| Crónicas de Mesene         | Roke González      | Mateo Guerrero          | 4       | 1998              | Fantasía heroica |
| Color Café                 | Alfons López       | Pepe Gálvez             | 4       | 03/ a 06/1998     |                  |
| Triada Vértice             | Rafael Marín       | Jesús Merino            | 4       | 03/ a 06/1998     | Superhéroes      |
| Gorka                      | Carlos Portela     | Sergi San Julián        | 4       | 5/1998            | Fantasía heroica |
| Eye Gray                   | Corominas          | Corominas               | 1       | 12/1998           | Terror           |
| Witchfinder                | Mike Ratera        | Mike Ratera             | 4       | 1999              |                  |